# Serra del Corredor
La Serra del Corredor és un sector de la Serralada de Marina, Serralada Litoral Catalana, situada entre el Maresme i el Vallès Oriental. Molt a prop del seu cim (642,2m.) hi ha el Santuari del Corredor, que, juntament amb el Montnegre, forma el Parc Natural del Montnegre i el Corredor.